# مدوی
مدوی (به انگلیسی: Medway) یک منطقهٔ مسکونی در بریتانیا است که در کنت (انگلستان) واقع شده‌است. مدوی ۱۹۲٫۰۳ کیلومتر مربع مساحت دارد.

## خواهرخوانده
شهرهای والنسین، یوکوسوکا، کاناگاوا، ایتو، شیزوئوکا و کادیس خواهرخوانده‌های مدوی هستند.